# 逸聖尼師今
逸聖尼師今（？—154年），新羅第7代君主，儒理尼師今之長子。在位期間禁止平民用珠寶及奢侈品。在位20年間，靺鞨多次侵擾。傳位於其子阿達羅尼師今。

## 治世
- 136年，拜雄宣为伊飡、近宗为一吉飡。137年，靺鞨攻入边塞，烧毁长岭五处营寨。
- 139年7月，靺鞨攻击长岭，虏掠民口。10月，因大雪撤退。140年，在长岭建立营寨，以防靺鞨。
- 144年，修建堤防，广辟田地，并禁止平民用珠宝及奢侈品。148年，封朴阿道为葛文王。
- 149年，任得训为沙飡，宣忠为奈麻。151年，雄宣去世，任大宣为伊飡。
- 154年，逸圣尼师今去世，传位于其子阿达罗尼师今。

## 家庭
- 父：儒理尼师今
- 母：伊利生夫人
- 妻：支所禮王之女
- 子：阿达罗尼师今